# Ferula kingdon-wardii
Ferula kingdon-wardii är en flockblommig växtart som beskrevs av H.Wolff. Ferula kingdon-wardii ingår i släktet stinkflokesläktet, och familjen flockblommiga växter. Inga underarter finns listade i Catalogue of Life.